# Papucskosborformák
A papucskosborformák vagy papucsorchidea-formák (Cypripedioideae) a spárgavirágúak rendjébe és a kosborfélék családjába tartozó alcsalád.

## Rendszerezés
Az alcsaládba az alábbi nemzetségcsoportok, alnemzetségcsoportok és nemzetségek tartoznak:
- Cypripedieae nemzetségcsoport
  - Cypripediinae alnemzetségcsoport
    - Cypripedium
    - Calceolus
    - Ciripedium
    - Criogenes
    - Fissipes
    - Hypodema
    - Sacodon
    - Schizopedium
    - Stimegas

  - Paphiopedilinae alnemzetségcsoport
    - vénuszpapucs (Paphiopedilum)
- Mexipedieae nemzetségcsoport
  - Mexipediinae alnemzetségcsoport
    - Mexipedium
- Phragmipedieae nemzetségcsoport
  - Phragmipediinae alnemzetségcsoport
    - Phragmipedium
- Selenipedieae nemzetségcsoport
  - Selenipediinae alnemzetségcsoport
    - Selenipedium

## Fordítás
- Ez a szócikk részben vagy egészben  a   Cypripedioideae című angol Wikipédia-szócikk fordításán alapul.  Az eredeti cikk szerkesztőit annak laptörténete sorolja fel. Ez a jelzés csupán a megfogalmazás eredetét és a szerzői jogokat jelzi, nem szolgál a cikkben szereplő információk forrásmegjelöléseként.